# Ouled Mimoun
Ouled Mimoun (în arabă أولاد ميمون) este o comună din provincia Tlemcen, Algeria.
Populația comunei este de 26.389 de locuitori (2008).